# Куп Србије у рагбију тринаест 2023.
Куп Републике Србије у рагбију тринаест 2023. је било 19. издање Купа наше државе у рагбију 13. 
Учествовало је шест српских рагби 13 клубова, а пехар је освојила београдска Црвена звезда, која је у финалу победила Партизан. Тако су Звездини тринаестичари, пети пут у историји освојили национални Куп Србије у овом, племенитом спорту, рагбију 13.  

## Списак учесника
- Морава Гепарди - Лесковац
- Раднички - Ниш
- Земун - Београд
- Раднички Нови Београд - Београд
- Црвена звезда - Београд
- Партизан 1953 - Београд

## Резултати и извештаји са утакмица

### Четвртфинале
Црвена Звезда - Земун 86-12
Црвена звезда је у четврт финалу Купа Србије данас лако савладала градског ривала Земун са 86-12 (48-6). Првобитно црвено бели су требали да у овом термини одмере снаге са Радничким из Ниша, у оквиру трећег кола Балканске Супер лиге, али су гости у последњем тренутку затражили одлагање утакмице. Како неби пропустили већ раније заказан термин уз дозволу Комесара за такмичења одиграна је утакмица у Купу Србије против земуна која је првобитно требала да се игра у јуну месецу.
Црвена звезда – Земун 86-12 (48-6)
Стадион: ФК Сава 45. Гледалаца: 50. Судија: Петар Милановић (Београд)
РЛК ЦРВЕНА ЗВЕЗДА (15 есеја)
Марковиц Михајло 3 есеја, Миловановић Валентино 3 есеја, Дедић Војислав 3 есеја, Ћалић Милош 2 есеја, Трифуновић Лука 2 есеја
Томић Миодраг 1 есеј, Зоговић Милош 1 есеј. Голови: Зогови Милош (претварања 13/15)
РЛК ЗЕМУН (2 ессеја): Ћирковић Филип 1 есеј, Жујић Ненад 1 есеј. Голови: Ћирковић Филип (1/1), Крањчец Драган (1/1)
РЛК ЦРВЕНА ЗВЕДА: Валентино Миловановић, Михајло Марковић, Рајко Трифуновић, Лука Трифуновић, Игор Веселинов, Војислав Дедић, Силвер Зенуни, Милош Ћалић, Милош Зоговић, Урош Мартиновић, Балса Жарковић, Марко Јевдјић, Марко Јанковић, Миодраг Томић.
РЛК ЗЕМУН: Филип Ћирковић, Владислав Дедић, Ненад Жујић, Ален Ченгај, Един Мехмеди, Бошко Тодоровић, Никола Младеновић, Слободан Јовановић, Марк Пулен, Драган Крањчец, Лазар Јелисавчић, Данило Косановић, Стефан Андрић. Лука Милојевић.
Морава Гепарди Лесковац - Раднички Ниш 16-28
У четврт финалу Купа Србије Раднички из Ниша је у локалном дербију савладао Гепарде са 28-16. Оба клуба наступила су са подмлађеним тимовима, поготово домаћини који су у свом саставу имали чак 7 голобрадих младића. Раднички је овим тријумфом у Лесковцу обезбедио полуфинале, у коме ће на свом терену СЦ Чаир дочекати Партизан 1953.

### Полуфинале
Раднички Ниш - Партизан Београд 12-66
У првој полуфиналној утакмици Купа Србије Партизан је у Нишу савладао домаћи Раднички са 12-66. Црно-бели су без већих проблема, као на лакшем тренингу одрадили ову утакмицу, а остаје утисак да су домаћини добро прошли јер су врло лако могли да претрпе много убедљивији пораз. Партизан је овом победом обезбедио још једно финале Купа Србије у ком ће црно-бели покушати да освоје свој трећи узастопни а четврти укупно трофеј. Ко ће на црту Партизану биће познато сутра, када се на терену ФК Срема у Јакову састају Раднички Нови Београд и Црвена звезда.
Раднички Нови Београд - Црвена Звезда Београд 6-34
Црвена звезда је други финалиста Купа Србије. Црвено бели су данас у Јакову савладали градског ривала Раднички са 34-6 (22-6). Због заузетости терена утакмица је одиграна прилично рано за наше услове у 10.00 сати ујутру, тако да су обе екипе, а поготово црвено бели деловали успавано. Ипак, то не умањује одличну игру Радничког који је пружио снажан отпор, актуелном прваку, сигурно бар по резултату најјачи ове сезоне.
Звезда је овом победом заказала још један вечити дерби са Партизаном, овај пут у Финалу Купа Србије које се игра за викенд 04/05.11.2023 године. Црвено и црно бели састаће се два пута заредом, јер ћемо исте противнике гледати и недељу нада касније у финалу плеј офа. Прошле сезоне Партизан 1953 је освојио Куп Србије док је Црвена звезда освојила Првенство. У предходном делу сезоне Партизан је освојио Супер Куп Србије, а Црвена звезда Балканску Супер Лигу. У досадашњем делу сезоне одиграно је укупно 5 дуела између ова два клуба. Црвена звезда је добила 3 и то Финале Балканске Супер Лиге са 40-6, првенствени дуел са 26-22, и меч у оквиру лигашког дела Балканске Супер Лиге са 42-20. Партизан је славио у Супер Купу Србије са 34-22, и у Првенству Србије са 32-10. Јасно је да су пред нама два занимљива дуела која ће сигурно обележити крај ове сезоне.
Раднички Нови Београд – Црвена звезда Београд 6-34 (6-22)
Игралиште: Помоћни терен ФК Срем Јаково. Гледалаца: 50. Судија: Јасмин Бибић. Помоћници: Енис Бибић, Филип Нешић.
Раднички Нови Београд: Богдан Раичевић, Радован Николић, Тулибани Џабулане, Александар Марковић, Страхиња Авдовић, Марко Јаковљевић, Дарко Стошић (К), Лазар Настић, Михаило Томић, Младен Башић, Ненад Друловић, Стефан Новаковић, Атанас Тримчески. Резерва: Владан Кикановић
Црвена звезда: Рајко Трифуновић, Балша Жарковић, Лука Трифуновић, Миодраг Томић, Војислав Дедић, Силвер Зенуни, Лука Бојовић, Един Мехмеди, Драган Кокановић, Марко Јанковић, Никола Ђурић, Денис Ченгај, Милош Зоговић. Резерве: Владислав Дедић, Урош Мартиновић, Ненад Жујић, Милош Ћалић

### Финале
Црвена Звезда Београд - Партизан 1953 Београд
Црвена звезда је нови победник Купа Србије у рагбију 13 за сениоре. Црвено бели су тако након две године поново вратили трофеј у своје витрине у улици Љутице Богдана. Звезди је ово укупно 5 трофеј у купу Србије. Партизан је досад пехар намењен победнику Купа Србије подизао 3 пута, док је Дорћол апсолутни рекордер са укупно 11 трофеја.
Пут до трофеја није био ни мало лак. Партизан је био одличан ривал, а оба клуба имали су још један проблем. Тежак терен који је јака олуја добро натопила непосредно пред сам почетак утакмице. Због јаких налета ветра и снажног пљуска почетак утакмице померен је за 15 минута.
Звезда је одмах од почетка кренула силовито и већ након петнаестак минута дошла до водства есејем Милоша Зоговића. До краја полувремена водила се безпоштедна борба са обе стране, али је уследила само једна промена у резултату. Црно-бели су из казненог ударца успели да смање резултат на 6-2.
И у другом полувремену наставила се рововска борба прса у прса, али обе екипе добро су затвориле све прилазе својој есеј линији. Нешто боља у томе је била Звезда која није дала црно-белима ни један поен у наставку, док је сама постигла 8, два есеја у 55 Рајко Трифуновић и Никола Ђурић, који је изабран и за играча утакмице у 69 минуту. На крају заслужен тријумф Црвене звезде са 14-2. Црно белима остаје још једна прилика за реванш идуће недеље када ће се исти противници састати у финалу плеј офа за првака Србије.
Црвена звезда – Партизан 1953 14-2 (6-2)
Стадион: ФК Херој Полет Јајинци. Гледалаца: 50. Судија: Лазар Живковић. Помоћници: Марко Ћук и Лука Илић (сви Ниш). Жути картон: Никола Ђурић 72 мин (Црвена звезда).
Поени за Црвену звезду: 3 есеја – Милош Зоговић 15 мин, Рајко Трифуновић 55 мин, Никола Ђурић 69 мин. Голови: Милош Зоговић 1/2, Војислав Дедић 0/1.
Поени за Партизан 1953: Гол: Џавид Јашари 1/1.
Црвена звезда: Милош Зоговић,Вук Штрбац, Денис Ченгај, Рајко Трифуновић, Драган Кокановић, Никола Ђурић, Војислав Дедић (К), Бошко Тодоровић, Владислав Дедић, Урош Мартиновић, Лука Трифуновић, Миодраг Томић, Марко Јанковић. Резерве: Александар Ђорђевић, Ненад Жујић, Балша Жарковић, Милош Ћалић.
Партизан 1953: Андреј Маринковић, Анастас Нешић, Драган Јанковић, Урош Илић, Филип Самарџић, Бранко Чарапић, Џавид Јашари, Страхиња Стојиљковић, Филип Нешић, Велибор Карановић, Немања Манојловић, Јасмин Бибић, Енис Бибић. Резерве: Бобан Јанковић, Дарко Самарџић, Стеван Иванковић.
| Победник Купа Републике Србије у рагбију 13 за 2023. годину.                                |
| ------------------------------------------------------------------------------------------- |
| Рагби 13 клуб Црвена звезда Београд 5. пехар победника националног Купа Србије у рагбију 13 |